# Riesensalamander
Die Riesensalamander (Cryptobranchidae) sind eine sehr urtümliche Familie in der Ordnung der Schwanzlurche. Es handelt sich um Dauerlarven mit einer Teilumwandlung (partielle Neotenie). Die beiden Gattungen sind rezent auf Ostasien und Nordamerika verteilt. Im Miozän kam die Gattung Andrias auch im heutigen Europa vor. Ihre nächsten Verwandten sind die Winkelzahnmolche (Hynobiidae).

## Merkmale
Der Chinesische Riesensalamander (Andrias davidianus) und der Japanische Riesensalamander (Andrias japonicus) sind mit Körperlängen bis über 1,5 Metern und einem Gewicht von dann mehr als 20 Kilogramm die größten und schwersten heute lebenden Lurche überhaupt; der amerikanische Schlammteufel (Cryptobranchus alleganiensis) wird etwa halb so groß. Für Andrias sligoi wird sogar eine Länge bis zu 180 Zentimetern postuliert; ob diese Angabe aus den 1930er Jahren bei heutigen Exemplaren noch zu finden ist, ist aber fraglich.
Die Wirbelsäule der Riesensalamander besteht aus amphicoelen (vorn und hinten ausgehöhlten) Wirbeln; ihr Schädelknochen hat keine Tränenbeine. Sie haben vier recht kurz ausgebildete Gliedmaßen und fallen durch ihre massige, fleischige Gestalt und ihren extrem breiten, flachen Kopf und Körper auf. Rumpf, Gliedmaßen und der seitlich abgeflachte, relativ kurze Schwanz tragen breite Hautsäume beziehungsweise Wülste. Die weit außen liegenden Augen sind sehr klein, lidlos und in ihrer Leistung degeneriert.
Die in der Jugend vorhandenen äußeren Kiemen werden im dritten Lebensjahr weitgehend zurückgebildet und weichen der Lungen-, Haut- und Darmatmung. Bei der Gattung Cryptobranchus verbleiben von den vier innerlichen Kiemenbögen der Larvenphase allerdings noch zwei, wobei die Kiemenlöcher geschlossen werden; bei Andrias bleibt ein Paar offen. Auch das Fehlen von Augenlidern und das Behalten der Larvenbezahnung bei den erwachsenen Tieren sind Merkmale einer unvollständigen Metamorphose. Statt des Sehvermögens spielen Tast- und Geruchssinn eine wichtige Rolle.

## Vorkommen, Lebensweise

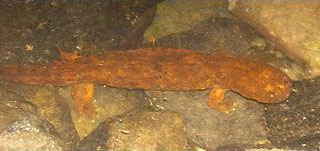
Schlammteufel (Cryptobranchus alleganiensis)

Andrias davidianus ist im Einzugsgebiet des Jangtsekiang verbreitet, Andrias sligoi lebt im Einzugsbereich des Perlflusses, eine dritte bisher noch nicht beschriebene chinesische Riesensalamanderart kommt in Bächen und Flüssen vor, die dem Huang-Shan-Gebirge entspringen. Andrias japonicus lebt im südlichen und mittleren Japan.
Cryptobranchus alleganiensis kommt in den östlichen und mittleren USA vor: die Unterart ssp. alleganiensis im Süden und Südwesten des Bundesstaates New York, im Süden von Illinois, dem Nordosten von Mississippi und im Norden von Alabama und Georgia, die disjunkte Unterart ssp. bishopi im Südosten von Missouri und in Arkansas.
Riesensalamander bewohnen zeitlebens aquatil saubere, kühle Bäche und teilweise auch größere Flüsse sowie Bergseen. Sie erscheinen recht träge und lauern versteckt auf dem Grund nach vorbeikommenden Beutetieren wie Fischen, anderen Schwanzlurchen, Fröschen, Krebstieren, Regenwürmern und Wasserinsekten. Überwiegend sind sie nachts aktiv.
Schlammteufel sind sehr wehrhaft und gegenüber Menschen durchaus bissig, wenn sie sich bedroht fühlen.

## Fortpflanzung
Die Vermehrung im Spätsommer findet auf eine für Amphibien sehr eigentümliche Weise statt. Das Männchen scharrt ein flaches Nest aus dem Bodengrund, in das es anschließend laichbereite Weibchen hineinlässt. Diese legen je zwei mehrere Meter lange Laichschnüre aus bis zu 600 länglichen Eiern ab, die danach sofort vom Männchen besamt werden. Das Gelege wird vom Vater bewacht; auch die Weibchen werden als potenzielle Laichfresser nun ferngehalten. Die Larven schlüpfen nach zwei bis drei Monaten mit einer Größe von drei Zentimetern und schon vorhandenen Kiemenbüscheln und Gliedmaßen.

## Bedrohung und Artenschutz
Da Riesensalamander in ihrer asiatischen Heimat als Delikatesse gelten und außerdem Verwendung in der Volksmedizin finden, wurden sie fast bis zur Ausrottung durch Köderangeln gejagt. Auch wurden ihre Lebensräume teilweise zerstört oder oft verschmutzt. Heute sind sie in Japan und teilweise in China streng geschützt.
Die Gattung Andrias wird in Anhang I des Washingtoner Artenschutz-Übereinkommens (CITES) geführt. Jeglicher Handel mit diesen Tieren ist verboten.

## Forschungsgeschichte

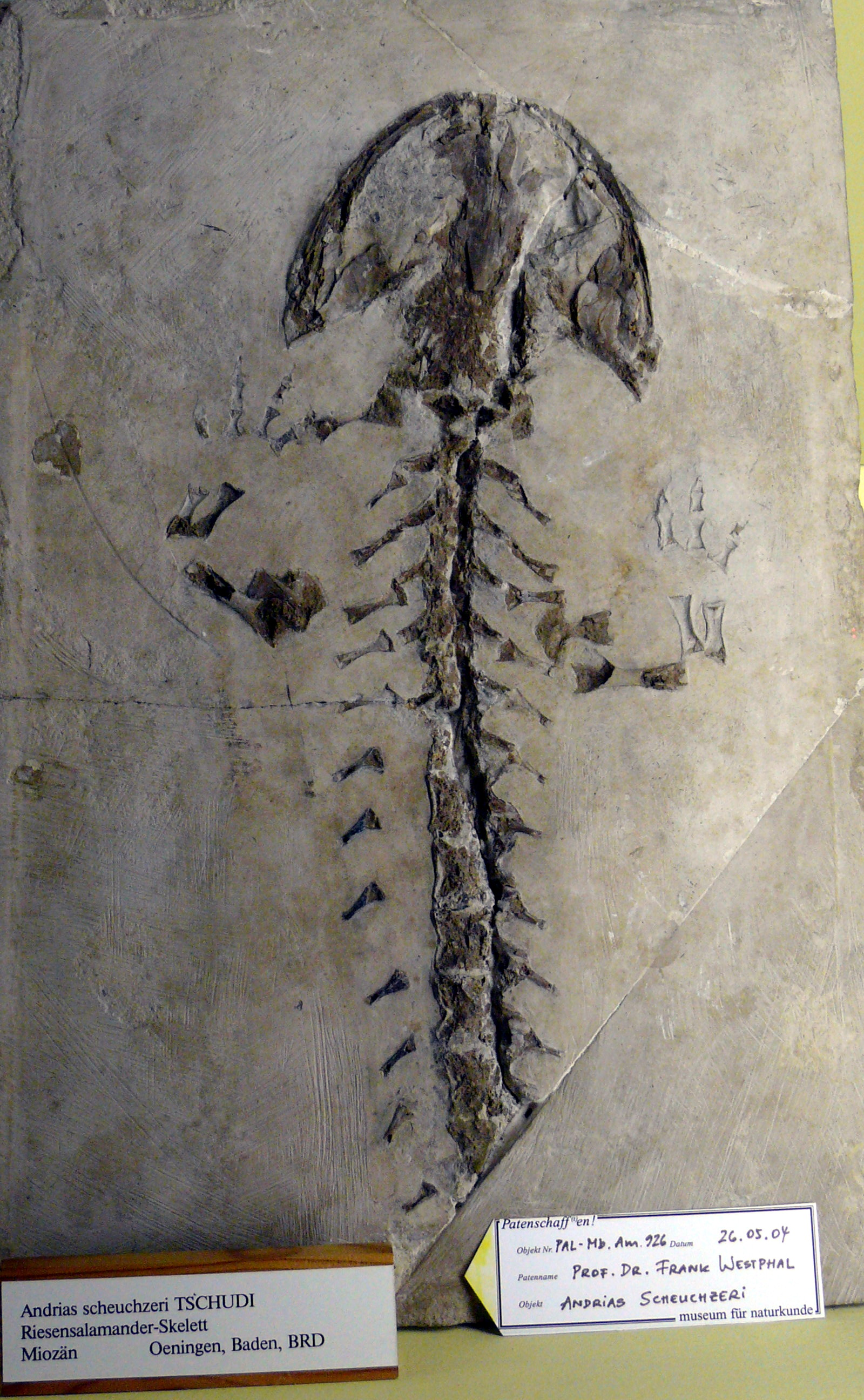
Andrias scheuchzeri, Fossil

Im Jahre 1726 fand der Schweizer Johann Jakob Scheuchzer (1672–1733), Zürcher Stadtarzt und Naturforscher, das etwa einen Meter große versteinerte Skelett eines vor 14 Millionen Jahren lebenden Riesensalamanders (Andrias scheuchzeri) am Schiener Berg in den Öhninger Kalken, heute Landkreis Konstanz, Baden-Württemberg. Allerdings glaubte Scheuchzer damals, das Skelett eines bei der Sintflut umgekommenen Menschen (Homo diluvii) vor sich zu haben. Dass es sich bei dem Skelett tatsächlich um einen ausgestorbenen riesigen Salamander handelte, wurde erst 1837 von Johann Jakob von Tschudi erkannt.
Der erste Japanische Riesensalamander wurde erst im Jahre 1829 durch Philipp Franz von Siebold nach Europa gebracht, und zwar nach Leiden, wo er noch 52 Jahre weiterlebte. Dies deutet darauf hin, dass diese Tiere sehr alt werden können. Riesensalamander sind seitdem begehrte Schauobjekte für Zoologische Gärten. So wies schon Baedeker 1863 im Band Belgien und Holland auf ein Exemplar des Cryptobranchus Japonicus als besondere Sehenswürdigkeit im Amsterdamer Zoo hin, das nicht einmal der Londoner Zoo besitze.
- Siehe auch: Fossillagerstätte Öhningen

## Taxonomie
- Gattung Aviturus Gubin, 1991
  - Art Aviturus exsecratus (Gubin, 1991) †[5][6], lebte vor 56 Millionen Jahren in der Mongolei
- Gattung Asiatische Riesensalamander (Andrias Tschudi, 1837)
  - Art Andrias cheni Xu, Gong, Li, Jiang, Huang & Huang, 2023[7]
  - Art Chinesischer Riesensalamander (Andrias davidianus (Blanchard, 1871))
  - Art Japanischer Riesensalamander (Andrias japonicus (Temminck, 1836))
  - Art Andrias jiangxiensis Chai et al. 2022[8]
  - Art Andrias scheuchzeri (Tschudi, 1837) †[3]
  - Art Südchinesischer Riesensalamander (Andrias sligoi (Boulenger, 1924))[2]
  - Art Andrias sp.[2]
- Gattung Chunerpeton Gao & Shubin, 2003 †
  - Art Chunerpeton tianyiensis Gao & Shubin, 2003 †[9], lebte im mittleren Jura in der Mongolei
- Gattung Amerikanische Riesensalamander (Cryptobranchus Leuckart, 1821)
  - Art Schlammteufel, Hellbender (Cryptobranchus alleganiensis (Daudin, 1803))

| Siehe auch Systematik der Amphibien, mit Referenzen für die hier gebräuchliche Taxonomie der Amphibien. Ferner Informationen zu einem neuen, phylogenetisch basierten Systematik-Modell. |

## Trivia
Die titelgebenden Molche im Roman Der Krieg mit den Molchen (1936) des tschechischen Schriftstellers Karel Čapek werden der Art Andrias scheuchzeri zugeordnet.